# Viertausender

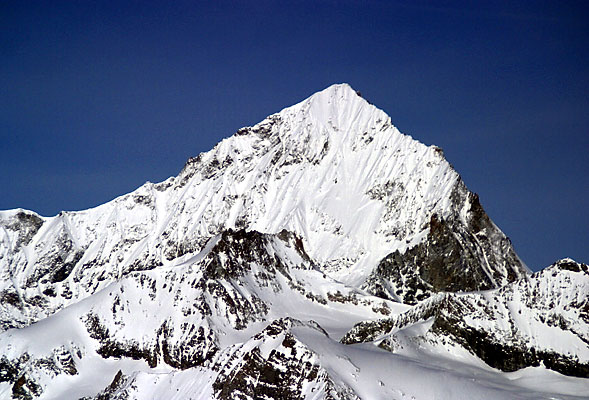
Dent Blanche (4.357 m)

Viertausender ist eine Bezeichnung für Gipfel, die mindestens 4000, aber weniger als 5000 Meter über dem Meer hoch sind. Unter (Hobby-)Bergsteigern gelten vor allem die Viertausender der Alpen als Prestigeobjekte. Für deren Besteigung braucht es zwar keine Expedition wie für die höchsten Gipfel auf anderen Kontinenten, jedoch haben auch solche Besteigungen den Charakter von Hochtouren.

## Europa
→ Siehe: Liste der Viertausender in den Alpen
Die Viertausender der Alpen stellen die höchsten Berge und Gipfel in Europa abgesehen vom Kaukasus dar. Über die Grenze zwischen Europa und Asien besteht keine Einigkeit, weshalb die kontinentale Zugehörigkeit der Viertausender (und Fünftausender) im Kaukasus, die auf dem Hauptkamm oder nördlich von diesem liegen, umstritten ist. Der höchste Viertausender der Alpen ist der Mont Blanc mit 4805 m Höhe und der niedrigste mit 4000 m Höhe der Ostgipfel von Les Droites.
Ungeklärt ist die genaue Anzahl der Alpen-Viertausender, da es keine übereinstimmenden Abgrenzungskriterien für Berge, Gipfel und Nebengipfel gibt. Die Alpinismusvereinigung UIAA hat 82 Gipfel in einer Hauptliste zusammengestellt und zu offiziellen Viertausendern erklärt, und weitere 46 Gipfel in einer erweiterten Liste aufgeführt. Die Gipfel der Hauptliste verteilen sich auf die Länder Schweiz, Italien und Frankreich. Insgesamt liegen 54 Gipfel komplett in einem Staatsgebiet, über 28 verläuft eine Staatsgrenze, wobei auf keinem Gipfel drei Länder aneinandergrenzen. Somit ergibt sich folgende Verteilung: Die Schweiz hat 48 Viertausender, Italien 37 und Frankreich 25.
Die Viertausender befinden sich mit einer Ausnahme in den Westalpen, in den Berner Alpen (9), den Dauphiné-Alpen (2), den Grajischen Alpen (29) und den Walliser Alpen (41). Einziger Viertausender der Ostalpen ist der Piz Bernina (4048 m ü. M.) in der Berninagruppe. Von den 41 Viertausendern der Walliser Alpen türmen sich 36 um das Mattertal, was die größte Konzentration von Gipfeln der Viertausender in den Alpen ist.
| Nördlichster Viertausender der Alpen: | Schreckhorn      | 4078 m | Schweiz    | 46° 35′ 21″ N, 008° 07′ 07″ O |
| Östlichster Viertausender der Alpen:  | Piz Bernina      | 4048 m | Schweiz    | 46° 22′ 56″ N, 009° 54′ 29″ O |
| Südlichster Viertausender der Alpen:  | Barre des Écrins | 4102 m | Frankreich | 44° 55′ 20″ N, 006° 21′ 36″ O |
| Westlichster Viertausender der Alpen: | Barre des Écrins | 4102 m | Frankreich | 44° 55′ 20″ N, 006° 21′ 36″ O |

## Afrika
In Afrika sind Viertausender im Mount Kenya-Massiv, im Ruwenzorigebirge,  im Hochland von Abessinien (Ras Daschän: 4533 m), in der Gruppe der Virunga-Vulkane (Karisimbi: 4507 m; Mikeno: 4437 m; Muhabura: 4127 m), im Mount Elgon-Massiv (4321 m) auf der Grenze zwischen Kenia und Uganda und in der Aberdare Range (Oldoinyo Lesatima: 4001 m) in Kenia zu finden.  Dazu kommen die Einzelberge  Mount Meru (4565 m) in Tansania und der Kamerunberg (4070 m). Alle Viertausender Nordafrikas liegen im Hohen Atlas (Toubkal: 4167 m).

## Nordamerika
In den Rocky Mountains finden sich Viertausender in den US-amerikanischen Bundesstaaten New Mexico, Colorado, Utah und Wyoming. In den Southern Rocky Mountains liegen folgende Gebirgszüge mit Gipfeln über 4000 m: die Sangre de Cristo Range (in Colorado: Blanca Peak 4374 m und Crestone Peak 4358 m; in New Mexico: Wheeler Peak 4011 m); weiter nördlich die Front Range (im Süden der Pikes Peak: 4301 m; im Norden Grays Peak 4350 m, Mount Blue Sky 4348 m und Longs Peak 4345 m); im Westen parallel zur Front Range verlaufend im Süden die Mosquito Range (Mount Lincoln: 4354 m; Quandary Peak: 4350 m) und im Norden die Gore Range (Mount Powell: 4132 m). Wiederum westlich folgen die Sawatch Range (Mount Elbert: 4399 m; Mount Massive: 4395 m; Mount Harvard: 4395 m) und die Elk Mountains (Castle Peak: 4352 m), und südlich der Elk Mountains liegt das San-Juan-Gebirge (Uncompahgre Peak: 4361 m; Mount Wilson: 4342 m). Bemerkenswert ist, dass in dem vergleichsweise großen geografischen Areal der Southern Rocky Mountains (die Größe entspricht in etwa dem Alpenraum) die höchsten Gebirgsgruppen ähnliche maximale Höhen erreichen. Insgesamt gibt es in den Southern Rocky Mountains alleine 31 Gipfel mit einer Höhe zwischen 4299 m und 4399 m und einer Schartenhöhe über 300 Fuß (91,44 m).
Im Bundesstaat Utah erreichen die Rocky Mountains in den Uinta Mountains Höhen über 4000 m (Kings Peak: 4123 m; Gilbert Peak: 4099 m; Mount Emmons: 4097 m). In Wyoming liegt die überwiegende Anzahl der Viertausender in der Wind River Range (Gannett Peak: 4207 m; Fremont Peak: 4189 m; Mount Warren: 4182 m). Jeweils einen eigenständigen Viertausender tragen die Teton Range (Grand Teton: 4199 m), die Bighorn Mountains (Cloud Peak: 4013 m) und die Absaroka Range (Francs Peak: 4011 m).
Des Weiteren steigen im US-amerikanischen Westen die Sierra Nevada (Mount Whitney: 4419 m), die White Mountains (White Mountain Peak: 4344 m) und die Kaskadenkette (Mount Rainier: 4392 m; Mount Shasta: 4317 m) deutlich über 4000 m an. An die Kaskadenkette schließen nördlich, im kanadischen British Columbia, die Coast Mountains an, die im Mount Waddington eine Höhe von 4019 m erreichen.
Im südöstlichen Alaska befinden sich Viertausender in der Alaskakette (Mount Hunter: 4442 m; Mount Hayes: 4216 m), in den Chugach Mountains (Mount Marcus Baker: 4016 m) und in den Wrangell Mountains (Mount Blackburn: 4996 m; Mount Sanford: 4949 m). Weiter südöstlich im Grenzgebiet von  Alaska und Kanada befindet sich eine weitere größere Anzahl von Viertausendern in der  Eliaskette (Mount Wood 4842 m; Mount Vancouver 4812 m), und wiederum weiter südöstlich liegen in der topografisch eigenständigen Fairweather Range der Mount Fairweather (4671 m) und der Mount Quincy Adams (4150 m). Das US-amerikanische Pendant zu den Viertausendern sind die Fourteener, welche alle Berge einschließen, die höher als 14.000 Fuß (4267,2 m) sind.
Weitere nordamerikanische Viertausender finden sich in der mexikanischen Sierra Volcánica Transversal. Über den  Vulkan Tacaná (4067 m) in der Sierra Madre de Chiapas verläuft die Grenze zwischen Mexiko und Guatemala, der Vulkan Tajumulco (4220 m) im selben Gebirgszug liegt vollständig in Guatemala.

## Südamerika
In den Anden liegen 100 Sechstausender und 780 Fünftausender mit einer Schartenhöhe über 400 m. Aus diesem Grunde erhalten die unzähligen Viertausender der Anden keine große mediale Aufmerksamkeit und sind im Spitzenbergsteigen weitgehend kein Thema. Die in den patagonischen Anden liegenden, weltberühmten Felstürme um den Fitz Roy und den Cerro Torre sind durchweg niedriger als 4000 m. Der einzige Viertausender der patagonischen Anden ist der Monte San Valentin.

## Asien
In den Randbereichen der großen innerasiatischen Gebirge liegen zahllose Viertausender. Während an der Südostflanke des Himalaya nur die höheren Viertausender Hochgebirgscharakter aufweisen, nimmt der Hochgebirgscharakter nach Norden hin schnell zu. Im Tian Shan nördlich des Tarimbeckens finden sich an den Viertausendern weitgehend Gletscher. Nordöstlich des Tian Shan, im Grenzbereich von Russland, Kasachstan, der Mongolei und China, liegen im Altaigebirge (Belucha: 4506 m) die nördlichsten Viertausender Asiens außerhalb der Halbinsel Kamtschatka. Das östlich des Altai liegende Changai-Gebirge erreicht im Otgon Tenger Uul eine Höhe von 4008 m. Auf Kamtschatka liegen drei vulkanische Viertausender unmittelbar nebeneinander (Kljutschewskaja Sopka, 4750 m; Kamen, 4579 m; Krestovsky, 4108 m). Der Kinabalu (4095 m) liegt als Solitär auf der südostasiatischen Insel Borneo. In Westasien sind die zahlreichen Viertausender im Iran zu nennen. In der Türkei liegen drei selbstständige Viertausender (Uludoruk, Cilo Dağı und  Süphan Dağı), in Armenien liegt der Aragaz (4090 m). Im Kaukasus gibt es zwölf eigenständige Berge zwischen 4500 m und 5000 m und eine Vielzahl weiterer, niedrigerer Viertausender.

## Ozeanien
In Ozeanien gibt es Viertausender auf den Inseln Neuguinea und Hawaii. Das höchste Gebirge Neuguineas ist das fast vollständig in der indonesischen Westhälfte der Insel gelegene Maokegebirge. Der höchste Berg des Maokegebirges ist die Carstensz-Pyramide mit 4884 Meter. Drei Gipfel in unmittelbarer Nachbarschaft erreichen ebenfalls eine Höhe über 4800 Meter: Sumantri (4870 m), Ngga Pulu (4862 m) und Carstensz East (4820 m). In der Osthälfte Neuguineas, dem Kernland des Staates Papua-Neuguinea, liegen drei weitere Gebirge mit Höhen über 4000 Metern: das Bismarckgebirge (Mount Wilhelm: 4509 m; Mount Giluwe: 4368 m; Mount Kabangama: 4081 m), die sich topografisch als Einheit darstellenden Ketten von Finisterre-Gebirge (Mount Boising: 4150 m) und Saruwaged-Gebirge (Mount Sarawaget: 4121 m) und das (auch als Teil des Bismarckgebirges angesehene) Owen-Stanley-Gebirge (Mount Victoria: 4038 m).
Auf Hawaii, das politisch zwar zu Nordamerika, geografisch aber zu Ozeanien gehört, erreicht der Vulkan Mauna Kea eine Höhe 4205 m und eine Gesamthöhe von 9705 m über dem Meeresgrund, sein Nachbar Mauna Loa kommt auf eine Höhe von 4169 m.

## Antarktis
Als höchste eigenständige Berge der Antarktis gelten der Mount Vinson (4892 m), der lange Zeit für einen Fünftausender gehalten worden ist, der Mount Tyree (4852 m), der Mount Shinn (4661 m) und der Mount Gardner (4587 m), die alle in den Ellsworth Mountains liegen. Daneben gibt es noch weitere Berge über 4000 m, wie den Mount Kirkpatrick (4528 m) im Transantarktischen Gebirge. Peakbagger listet 11 Viertausender der Antarktis als Ultras (d. h. als Berge mit einer Schartenhöhe über 1500 m).